# Кесруан-Джубейль
Кесруан-Джубейль (араб. كسروان جبيل‎) — мухафаза Ливана, образованная в 2017 году. В состав провинции входит два района Кесруан и Джубейль, ранее входившие в мухафазу Горный Ливан.
Административный центр мухафазы — город Джуния.